# Игра на выживание (фильм, 1994)
«Игра́ на выжива́ние» (англ. Surviving the Game) — криминальный боевик 1994 года режиссёра Эрнеста Дикерсона. Фильм основан на рассказе «Самая опасная игра» американского писателя Ричарда Коннелла.

## Сюжет
Семья электрика погибает по его вине (не отремонтировал проводку в доме) во время пожара. От горя он становится бродягой. Но на этом злоключения не закончились: единственный друг не проснулся утром, собаку сбила машина. Он решает покончить с собой. Его спасает чернокожий и впоследствии предлагает ему работу проводника для охотников. Его отвозят в удалённый дом в лесу, и он узнаёт, что добычей должен быть он сам. Всего час подготовки, и охота началась…

## В ролях
- Ice-T — Джек Мэйсон
- Рутгер Хауэр — Томас Бёрнс, бизнесмен возглавляющий охотничий отряд
- Чарльз С. Даттон — Уолтер Коул, партнер Бёрнса, который подбирает «добычу»
- Гэри Бьюзи — Док Хоукинс, психолог ЦРУ, основатель охотничьей команды
- Ф. Мюррей Абрахам — Вольф-старший, исполнительный директор с Уолл-стрит
- Джон К. Макгинли — Джон Гриффин
- Уильям Макнамара — Дерек Вольф-младший
- Джефф Кори — Хэнк, бродяга и лучший друг Мэйсона